# 今津比枝神社

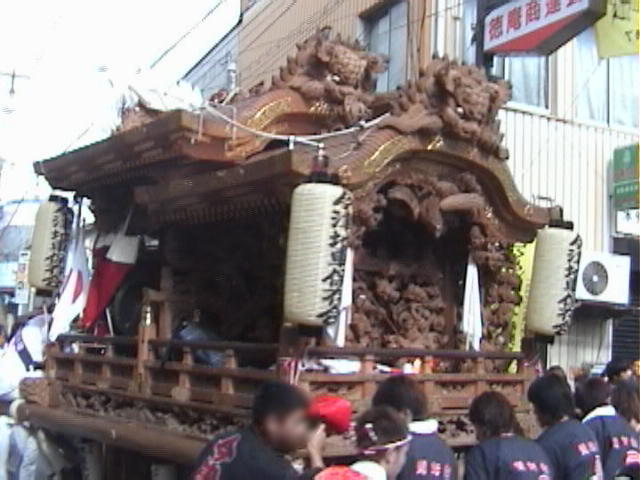
今津比枝神社の秋祭りで奉納されるだんじり（2003年）

今津比枝神社（いまづひえじんじゃ）は、大阪市鶴見区にある神社。旧社格は村社。

## 歴史
創建年代、近代以前の歴史は不詳であるが、元禄4年（1691年）に近江国坂本の日吉大社の分霊を勧請し、山王権現を名乗った。ただし延宝8年（1680年）寄進の灯籠が境内にある事から、それより前に神社自体は存在したと推定される。摂津国東成郡榎本村大字今津字中野および河内国茨田郡諸口村字徳庵の氏神である。
その後、神仏分離令により明治2年（1869年）、「山王権現」は廃され、現在の名称となった。

## 境内
本殿
安永5年（1776年）に造営。天照皇大神、大山咋神、大己貴命を祀る。
保存樹林
平成6年(1994年)6月15日、大阪市によりクスノキ、エノキなど境内13本の樹木が保存樹林に指定された。鶴見区唯一の保存樹林で、上空を通る飛行機の目印となっている。

## 境内社
三社殿
本殿の右側。以下の三社が祭られている。
天満宮 - 菅原道真を祀る。
大将軍社 - 須佐之男命
歯神乃社 - 少彦名命を祀る。
金丸稲荷神社
本殿の左側。倉稲魂命を祀る。

## 現地情報
所在地
- 大阪市鶴見区今津中5-5-23

交通アクセス
- 最寄駅：学研都市線（JR西日本）徳庵駅下車後、徒歩約3分
- 最寄バス停：46号系統天満橋行もしくは徳庵橋行 バス停「今津比枝神社前」下車後すぐ
- 鶴見ループ（赤バス）：横堤バスターミナル 方面行（2013年4月で廃止となり、同ルートを大阪市民向けの福祉バスが巡回している）